# 무라드 에브라힘
알하즈 무라드 에브라힘은 남부 필리핀의 이슬람 단체인 모로 이슬람 해방전선의 지도자이다. 그는 필리핀 방사모로 평화 협정의 주요 인물 중 한 명이다.
2015년 3월 14일 필리핀의 국내부 장관인 라파엘 알루난이 그를 말레이시아 시민이라는 이유로 입건하면서 무라드의 국적에 대한 논란이 발생했다. 이러한 논란은 말레이시아에 의해 부인되었고, 무라드 그 스스로가 필리핀 여권을 보유하고 있음을 보여주면서 필리핀 국적이 입증되었다.